# Rachel Bitecofer
 (juin 2021).
Rachel Bitecofer, née le 23 février 1977, est une politologue américaine .

## Biographie
Rachel Bitecofer est diplômée magna cum laude avec distinction de l'Université de l’Oregon, où elle obtient une licence en sciences politiques et un doctorat en sciences politiques et en affaires internationales de l'Université de Géorgie. En 2015, elle devient conférencière à l'Université Christopher Newport et est nommée directrice adjointe du Wason Center for Public Policy, où elle élabore des sondages d'opinion. En 2019, elle démissionne de son poste d'enseignante, après le refus de sa hiérarchie de convertir le contrat en titularisation. Elle est alors embauchée au Niskanen Center (en), un groupe de réflexion centriste situé à Washington, DC. Elle lance ensuite le fonds de financement de campagne Strike PAC, proche de la gauche démocrate. Son objectif  est de « lutter contre l'extrémisme banalisé au sein du Parti Républicain ». La deuxième fonction de ce fonds de campagne est de soutenir des candidatures plus progressistes ou radicales notamment dans les États du Sud des États-Unis. Lieu, où de telles candidatures obtiennent, d'après elle, de meilleurs scores que les candidatures démocrates centristes ou conservatrices.
Elle publie régulièrement sur des plateformes médiatiques, dont MSNBC et The New York Times. En 2017, elle rédige l'ouvrage The Unprecedented 2016 Presidential Election sur l'élection présidentielle américaine de 2016 et anime un podcast intitulé The Election Whisperer hébergé par Substack. Elle impute la victoire de Donald Trump à plusieurs éléments. Tout d'abord une couverture médiatique hors du commun ainsi qu'un découragement de la population afro-américaine. De plus, pour elle, l'influence exercée par la Russie et une certaine détestation d'Hillary Clinton, ont fait pencher la balance en faveur du candidat républicain.